# Třapatka

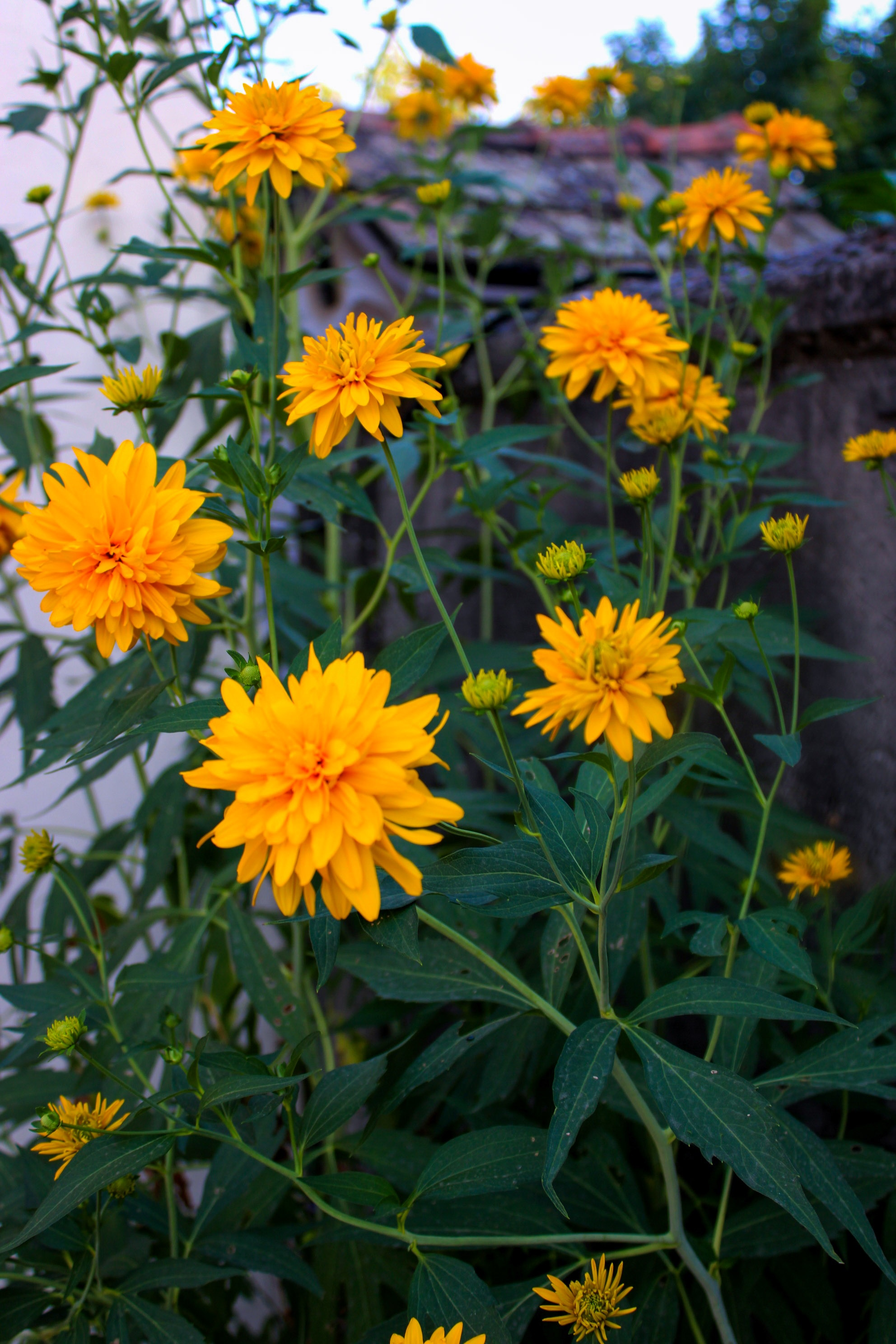
Rudbeckia sp.

Třapatka (Rudbeckia) je jeden z rodů květin ozdobných květem z čeledě hvězdnicovitých (Asteraceae). Je potřeba ho odlišovat od rodu třapatkovka (Echinacea) označovaného v minulosti též českým pojmenováním „třapatka“. Tato anomálie vznikla následkem rozdělení původně jednoho rodu Rudbeckia do více rodů.

## Rozšíření
Rod pochází ze Severní Ameriky odkud některé jeho druhy rozšířili zahradníci pro zjevné přednosti, krásné květy a nenáročnost při pěstování, téměř do celého světa. Bohužel, mnohde zplaněla a místně se počíná šířit na úkor domácí květeny. V České republice jsou to např. třapatka srstnatá (Rudbeckia hirta) a třapatka dřípatá (Rudbeckia laciniata), které jsou považovány za invazivní neofyty.

## Popis
Fyziologie rodu je dosti pestrá, vyskytují se v něm rostliny jednoleté, dvouleté i vytrvalé. Lodyhy, dorůstající od 50 do 300 cm, rostou z kořene kůlovitého nebo vláknitého, u některých druhů i z oddenků. Lodyha (může růst osamocená nebo v trsu který čítá i 15 lodyh), je vždy vzpřímená, bývá rozvětvená, lysá nebo porostlá chlupy.
Listy jsou bazální a lodyžní, jsou silně alternativní. Bývají s řapíkem nebo přisedlé a mívají čepele tvaru eliptického, kopinatého, vejčitého nebo i lineárního se zaobleným vrcholem. Jsou často lalokovité, 1krát nebo 2krát zpeření, okraje mají zubaté nebo pilovité. Horní strany listů bývají chlupaté nebo lysé, někdy ojíněné nebo tečkované.
Květní lůžka jsou plochá, vejčitá, kónická nebo kuželová, vyrůstají samostatně na koncích lodyh nebo v latnatém či chocholičnatém květenství. Diskovité trubkovité květy v počtu 5 až 800 jsou plodné oboupohlavné, pět trojúhelníkových korunních lístků mívá barvu žlutou, žlutozelenou nebo hnědofialovou, někdy jsou i dvoubarevné. Zelenavě hnědé plevy mají vrcholy ostré nebo zaoblené. Jazykovité okrajové květy v počtu 5 až 25 jsou neplodné, korunu často ohnutou nebo svěšenou dolů mají zbarvenou žlutě, oranžově, hnědě nebo jsou dvoubarevné (plátky blíže ke středu jsou tmavší). Květní lůžko je podepřeno zákrovem o průměru 15 až 30 mm s vytrvalými měkkými bylinnými listeny v počtu 5 až 20, které vyrůstají v 1 až 3 řadách, bývají kopinaté, úzce eliptické nebo lineární. Čtyřúhlé černé nažky bez osin jsou pyramidálního tvaru, většinou lysé.

## Použití
V současnosti květin tohoto rodu nejvíce využívají zahradnické podniky i drobní pěstitelé pro vytváření poklidného, estetického prostředí, které je potřebným doplňkem uspěchané doby. Některé druhy jsou však i bohatým zdrojem fytochemikálii, kterých se využívá pro farmaceutické využití.

## Taxonomie
V současnosti je do rodu Rudbeckia zařazováno 23 druhů, které jsou rozdělovány do tří kladů, nazývaných také sekce:
- Rudbeckia sect. Dracopsis
- Rudbeckia sect. Macrocline
- Rudbeckia sect. Rudbeckia [3]

Rod "Rudbeckia" byl pojmenován po Olofu Rudbeckovi (1630 – 1702) a jeho stejnojmenném synovi (1660 – 1740), oba byli profesoři ve švédské Uppsale.

## Galerie

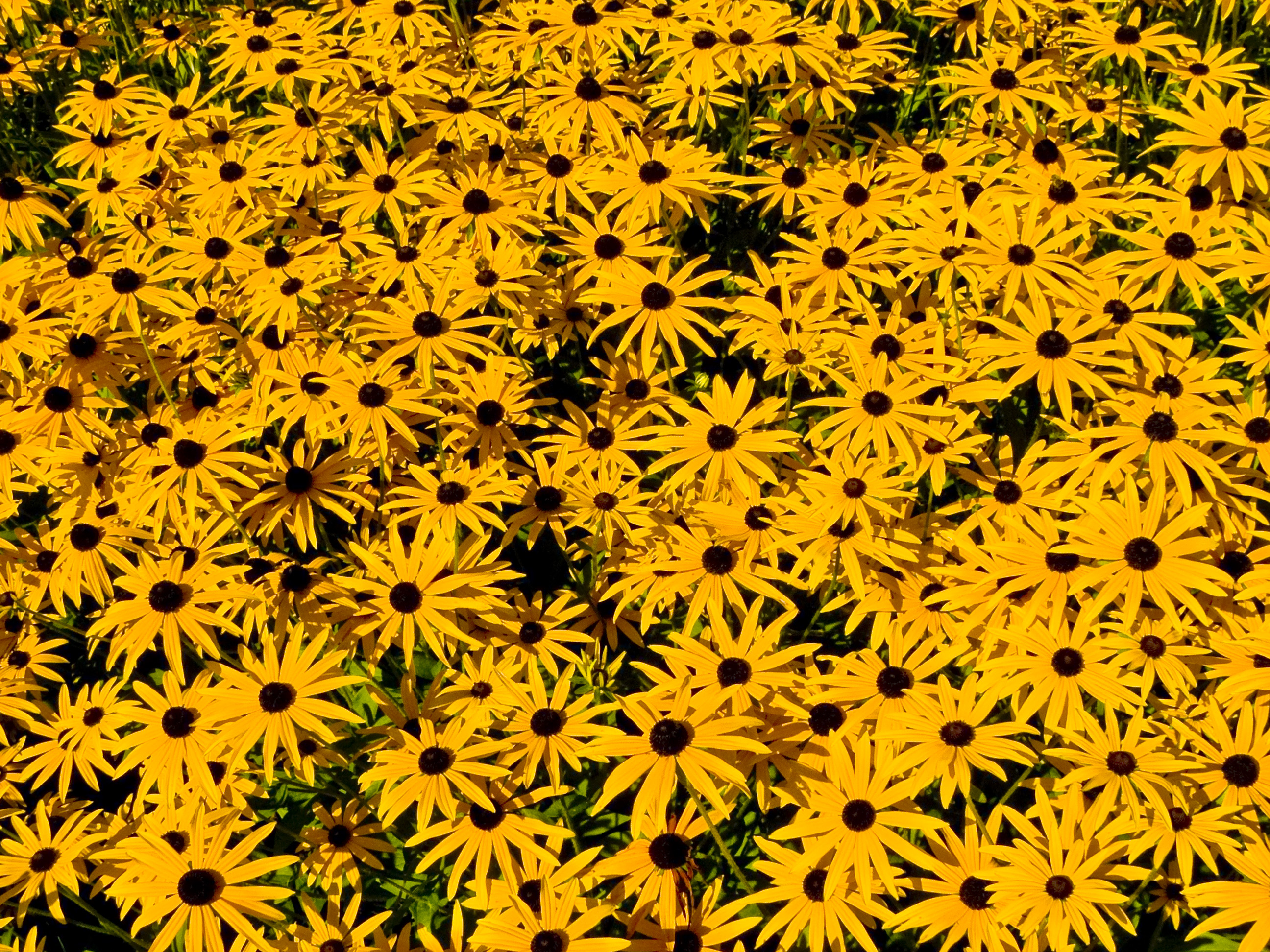
Rozkvetlý záhon
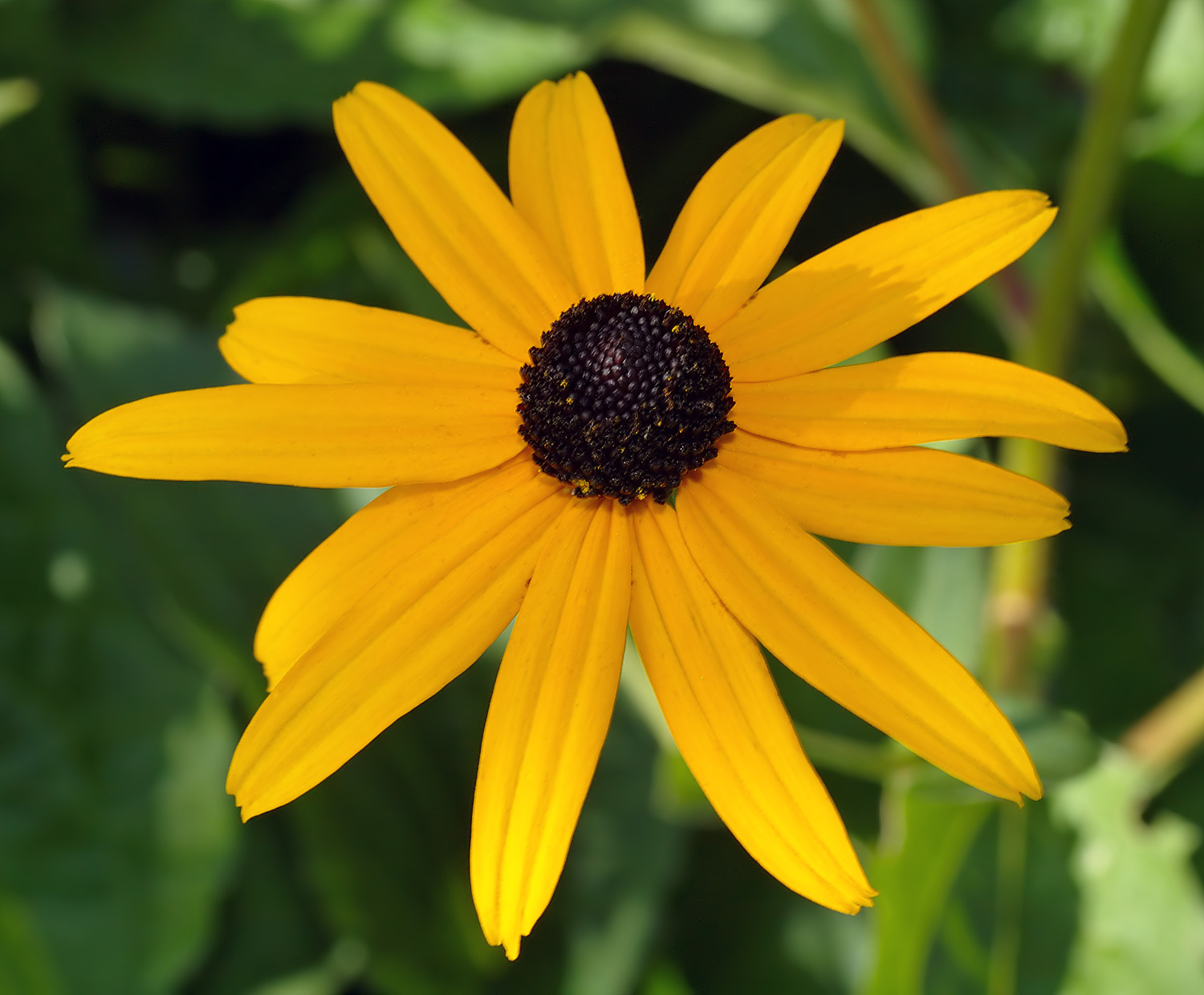
Třapatka zářivá
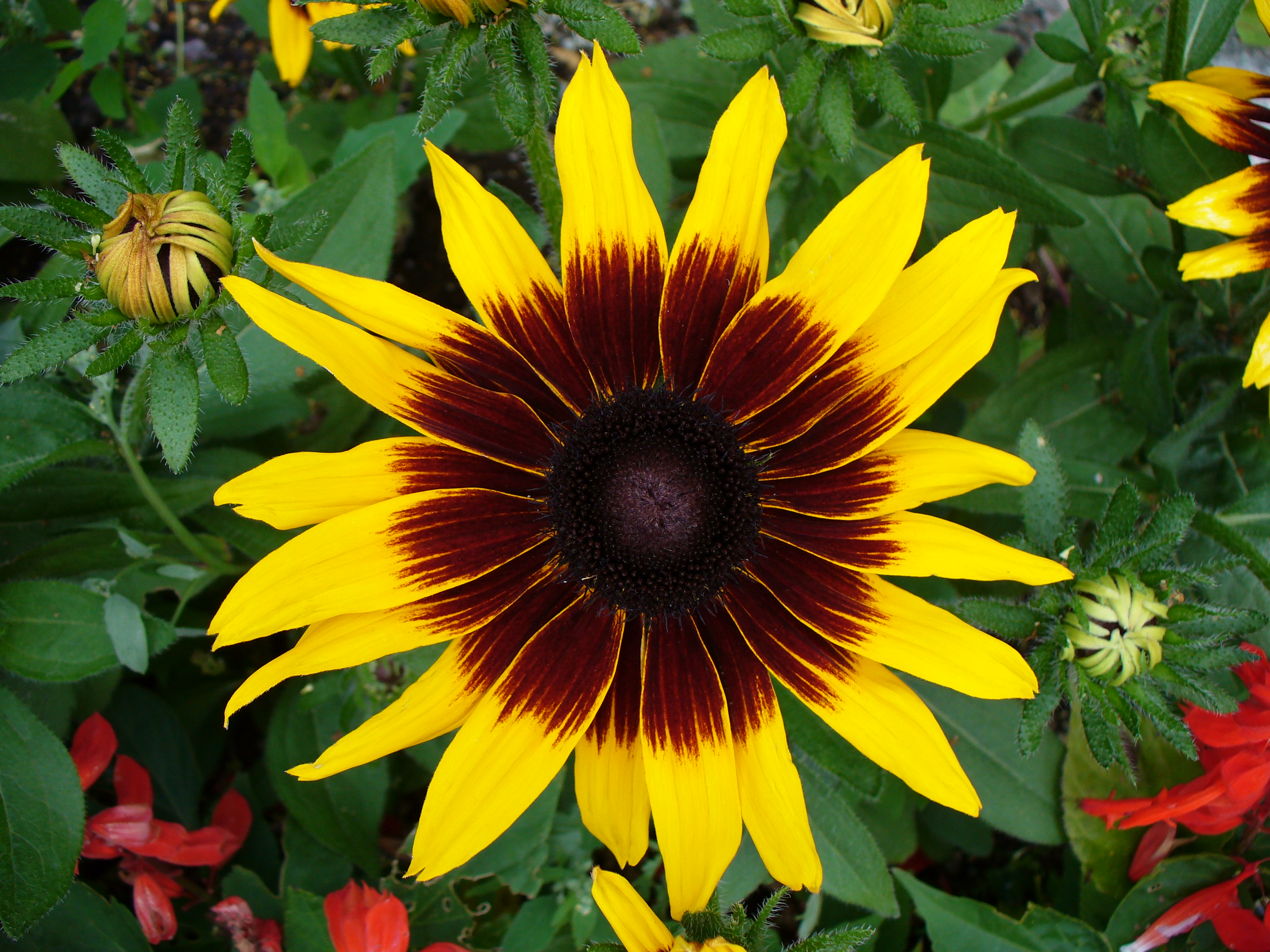
Třapatka srstnatá
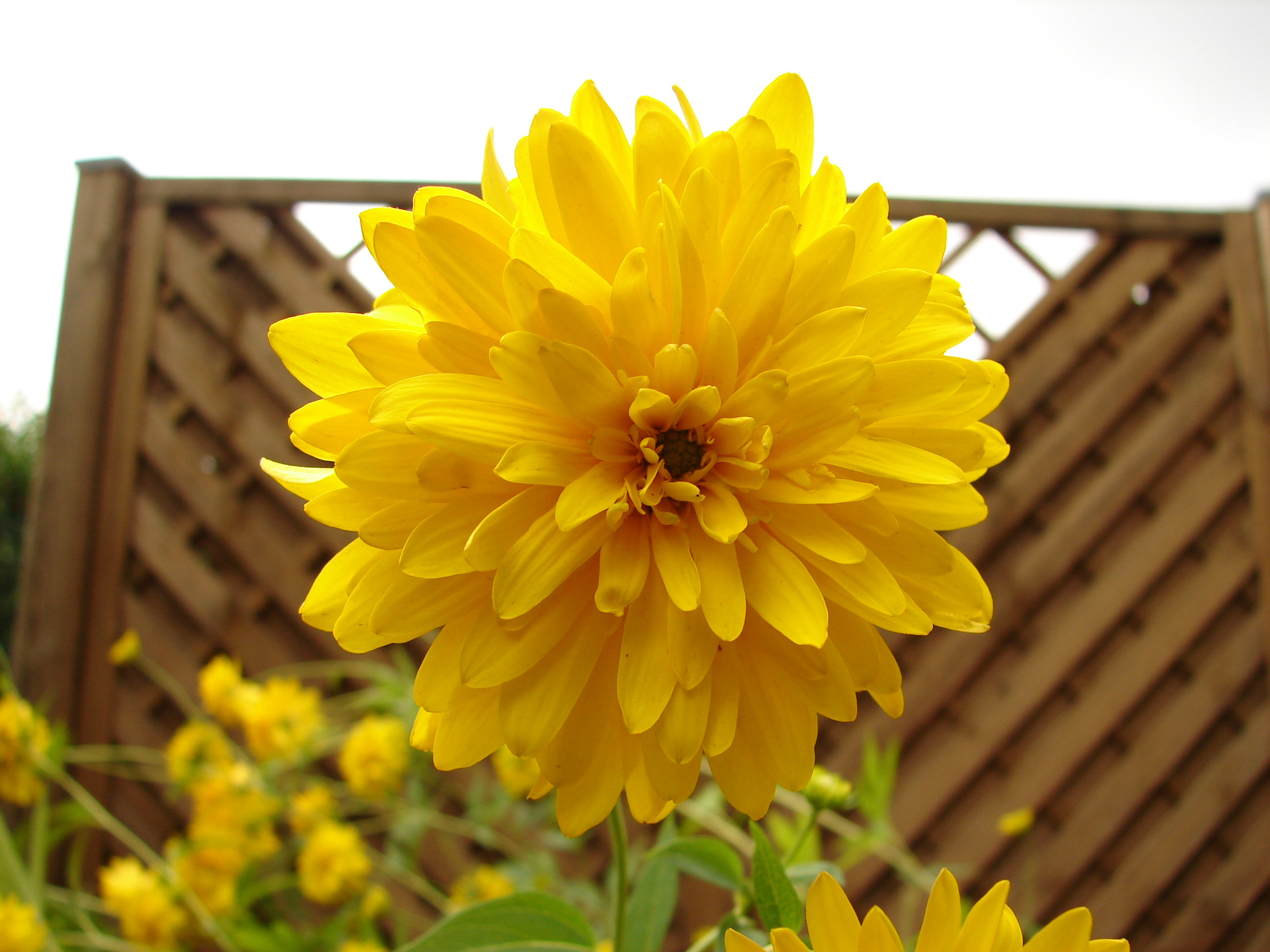
Třapatka dřípatá